# Henry Gage (6. wicehrabia Gage)
Henry Rainald Gage (30 grudnia 1895 - 27 lutego 1982) – brytyjski arystokrata, najstarszy syn Henry'ego Gage'a, 5. wicehrabiego Gage i Leili Peel. W 1912 r., w wieku 17 lat odziedziczył tytuł wicehrabiowski.
Brał udział w I wojnie światowej. Walczył we Francji i Belgii w regimencie Coldstream Guards. Dosłużył się rangi kapitana. W okresie międzywojennym zajmował się historią swojej rodziny, czego owocem był wydany w 1931 r. zbiór listów swojego słynnego przodka, generała Thomasa Gage'a, pisane w latach 1758–1764 do Williama L. Clementsa. W latach 60. Gage przekazał również Towarzystwu Archeologicznemu Sussex zbiór listów i dokumentów jednego z przodków swojej żony, wiceadmirała Petera Warrena.
26 lutego 1931 r. poślubił Alexandrę Imogen Clair Grenfell (zwaną "lady Imogen", 11 lutego 1905–1968), córkę Williama Grenfella, 1. barona Desborough i Ethel Fane, córki Juliana Fane'a. Henry i Imogen mieli razem dwóch synów i córkę:
- George John St Clere Gage (8 lipca 1932 - 30 listopada 1993), 7. wicehrabia Gage
- Henry Nicholas Gage (ur. 9 kwietnia 1934), 8. wicehrabia Gage
- Camilla Jane Gage (ur. 12 lipca 1937)

Po wybuchu II wojny światowej Gage'owie opuścili swoją rezydencję Firle Place i przenieśli się na wieś. Rezydencję zajęły wtedy wojska kanadyjskie. Po wojnie, w 1954 r., małżonkowie otworzyli w Firle Place wystawę dzieł sztuki.
Lady Imogen zmarła w 1968 r. Trzy lata później lord Gage ożenił się ponownie z Dianą Cavendish (15 września 1909 - ?), córką Richarda Fredericka Cavendisha i lady Moyry Beauclerk, córki 10. księcia St Albans. Małżeństwo to nie doczekało się potomstwa.
Lord Gage zmarł w 1982 r. w wieku 87 lat. W St Peter's Church of Firle znajduje się poświęcony jego pamięci witraż autorstwa Johna Pipera.